# Logisticus obscurus
Logisticus obscurus là một loài bọ cánh cứng trong họ Cerambycidae.